# Oberea reductesignata
Oberea reductesignata là một loài bọ cánh cứng trong họ Cerambycidae.